# Il maestro di Don Giovanni
Il maestro di Don Giovanni (Crossed Swords) è un film del 1953 diretto da Milton Krims.

## Trama
La storia è ambientata nell’Italia del XVI secolo, profondamente lacerata dalle guerre civili, e vede protagonisti Raniero e Renzo, rispettivamente il figlio del duca di Sidona e il suo mentore. I due scapestrati, dopo un lungo viaggio, rientrano in patria. Intanto, il ministro Pavoncello, desideroso di spodestare il Duca, propone di emanare l’editto che impone ai maggiorenni celibi di unirsi in matrimonio. L’approvazione della legge costringe così Renzo e Raniero a lasciare la Contea. Ma i due, appreso il disegno espansionistico di Pavoncello, decidono di rientrare in patria. Dopo varie sarabande, il bieco ministro sarà ucciso da Renzo, che anziché fuggire all'arrivo del banditore, chiede al Duca la mano della figlia Francesca. Si aprirà così un nuovo capitolo della storia di Sidona.

## Produzione
La pellicola si avvale di un'insolita coproduzione italo-americana realizzata tra la casa di produzione cinematografica Viva Film di Vittorio Vassarotti e il divo Errol Flynn. È stato girata a cavallo tra il 1952 e il 1953 principalmente a Cinecittà e nei suggestivi borghi di Lauro e Marzano in provincia di Avellino. Si tratta del primo e unico film girato interamente in Italia dal divo americano Errol Flynn e si rivela la prima pellicola del cinema nostrano ad essere fotografata in Eastmancolor. La pellicola uscì nelle sale il 29 luglio 1954 in USA e in data 
17 settembre 1954 per l'Italia.